# Szakai (Oszaka)
Szakai (japán: 堺市, angol: Sakai) város Japánban, Oszaka prefektúrában. A város becsült lakossága 2022. január 1-jén 819 900 fő volt, ezzel a tizenötödik legnépesebb városa az országnak. 

## Földrajz
Szakai Oszaka prefektúrában található, az Oszaka-öböl partján, Oszakától délre, amitől a Yamato folyó választja el.

### Éghajlat
Szakainak nedves szubtrópusi klímája van, amelyet meleg nyár és enyhe tél jellemez.

### Demográfia
A város népessége az 1960-as és az 1970-es években gyorsan gyarapodott, utána a lakosságszám viszonylag stabil.

## Történelem

### A középkor előtt
A terület ahol Szakai is található i. e. 8000 óta lakott. A város híres az 5. században épült kulcslyuk alakú temetkezési halmairól vagy kofunjairól. Itt található a világ legnagyobb sírja, amely Daiszen Kofun Nintoku császár sírja. A "Szakai" név először 1045-ben jelent meg. 

### Középkor
A középkori Szakai egy autonóm város volt, amelyet kereskedő oligarchák irányítottak. Az 1450-től 1600-ig terjedő Muromacsi és Szengoku időszakban Szakai Japán egyik leggazdagabb városává fejlődött, külkereskedelmi kikötőként. A textil- és a vasáru vezető gyártója volt. 1530-ra a város lakossága 40 ezerre bővült akik közül szinte mindenki kereskedelmi céllal telepedtek itt le, és néhányan Japán leggazdagabbjai voltak. Az európaiak megjelenése után a Szakai a gyufazáras lőfegyverek gyártóbázisává vált. Japán egyesítésének kísérlete során Nobunaga megpróbálta átvenni Szakaitól az autonómiáját. A város polgárai megtagadták ezt, és elkeseredett csatát vívtak Nobunaga serege ellen. A legtöbb polgár elmenekült, és Nobunaga elfoglalta a területet. Nobunaga meggyilkolása után Tojotomi Hidejosi vette át a hatalmat, és véglegesen elvette az autonómiát a várostól. 1615-ben Szakai a földdel vált egyenlővé. A várost az Edo-korszakban visszaállították fontos kereskedelmi központtá, de csak belföldi kereskedelemben vett részt. 

### A modern Szakai
A Meidzsi helyreállítását követően Szakai ipari központtá alakult a Hansin ipari régió részeként, ahol az ipar a textil- és téglagyártásra összpontosított. 1876 és 1881 között Szakai Nara prefektúra része volt. Szakai városát 1889. április 1-jén kiáltották ki a modern önkormányzati rendszer létrehozásával. A város a 20. században két nagyobb katasztrófát szenvedett el, az egyik egy 1934-es tájfun volt, a másik 1945-ben volt, amikor a második világháborúban hatszor súlyosan lebombázták a várost. 

## Gazdaság
Szakai eredetileg nehéziparától és kikötőjétől függött. A második világháború óta Szakai egyre inkább az oszakai metropolisz ingázó városává vált. A Shimano nevű cég székhelye Szakaiban található.

## Oktatás
A városban 98 állami általános iskola és 43 állami középiskola található.